# Europamästerskapen i simsport 2024
Europamästerskapen i simsport 2024 avgjordes i Belgrad i Serbien mellan den 10 och 23 juni 2024. Det var den 37:e upplagan av Europamästerskapen i simsport.

## Program
Det tävlades i totalt 74 grenar i fyra olika sporter.
- Simning: 17–23 juni
- Öppet vatten-simning: 12–15 juni
- Konstsim: 10–14 juni
- Simhopp: 17–23 juni

| ● | Finaler |

| Juni                 | 10 | 11 | 12 | 13 | 14 | 15 | 16 | 17 | 18 | 19 | 20 | 21 | 22 | 23 | Totalt |
| -------------------- | -- | -- | -- | -- | -- | -- | -- | -- | -- | -- | -- | -- | -- | -- | ------ |
| Simning              |    |    |    |    |    |    |    | 3  | 6  | 7  | 5  | 6  | 6  | 10 | 43     |
| Öppet vatten-simning |    |    | 2  | 2  | 2  | 1  |    |    |    |    |    |    |    |    | 7      |
| Konstsim             | 1  | 2  | 2  | 3  | 3  |    |    |    |    |    |    |    |    |    | 11     |
| Simhopp              |    |    |    |    |    |    |    | 1  | 2  | 2  | 2  | 2  | 2  | 2  | 13     |
| Totalt               | 1  | 2  | 4  | 5  | 5  | 1  |    | 4  | 8  | 9  | 7  | 8  | 8  | 12 | 74     |
| Sammanräknat         | 1  | 3  | 7  | 12 | 17 | 18 |    | 22 | 30 | 39 | 46 | 54 | 62 | 74 | 74     |

## Sammanlagd medaljtabell
*   Värdland ( Serbien)
| Nr                   | Nation                  | Guld | Silver | Brons | Totalt |
| -------------------- | ----------------------- | ---- | ------ | ----- | ------ |
| 1                    | Ungern                  | 12   | 9      | 10    | 31     |
| 2                    | Spanien                 | 7    | 3      | 1     | 11     |
| 3                    | Grekland                | 6    | 10     | 4     | 20     |
| 4                    | Storbritannien          | 5    | 4      | 7     | 16     |
| 5                    | Österrike               | 5    | 1      | 0     | 6      |
| 6                    | Polen                   | 4    | 7      | 7     | 18     |
| 7                    | Tyskland                | 4    | 7      | 5     | 16     |
| 8                    | Israel                  | 4    | 2      | 3     | 9      |
| 9                    | Italien                 | 3    | 11     | 6     | 20     |
| 10                   | Ukraina                 | 3    | 3      | 3     | 9      |
| 11                   | Sverige                 | 3    | 2      | 4     | 9      |
| 12                   | Tjeckien                | 3    | 2      | 2     | 7      |
| 13                   | Frankrike               | 2    | 3      | 5     | 10     |
| 14                   | Turkiet                 | 2    | 1      | 3     | 6      |
| 15                   | Nederländerna           | 2    | 0      | 2     | 4      |
| 16                   | Rumänien                | 2    | 0      | 0     | 2      |
| 17                   | Danmark                 | 1    | 2      | 2     | 5      |
| 18                   | Belgien                 | 1    | 1      | 1     | 3      |
| 18                   | Irland                  | 1    | 1      | 1     | 3      |
| 18                   | Litauen                 | 1    | 1      | 1     | 3      |
| 21                   | Portugal                | 1    | 0      | 1     | 2      |
| 21                   | Serbien*                | 1    | 0      | 1     | 2      |
| 23                   | Bulgarien               | 1    | 0      | 0     | 1      |
| 23                   | Estland                 | 1    | 0      | 0     | 1      |
| 25                   | Schweiz                 | 0    | 1      | 4     | 5      |
| 26                   | Bosnien och Hercegovina | 0    | 1      | 0     | 1      |
| 26                   | Finland                 | 0    | 1      | 0     | 1      |
| 26                   | Norge                   | 0    | 1      | 0     | 1      |
| Totalt (28 nationer) | Totalt (28 nationer)    | 75   | 74     | 73    | 222    |

## Simning

### Medaljtabell
Efter samtliga 43 grenar.
  *   Värdland ( Serbien)
| Nr                   | Nation                  | Guld | Silver | Brons | Totalt |
| -------------------- | ----------------------- | ---- | ------ | ----- | ------ |
| 1                    | Ungern                  | 10   | 9      | 8     | 27     |
| 2                    | Grekland                | 5    | 8      | 4     | 17     |
| 3                    | Israel                  | 4    | 2      | 1     | 7      |
| 4                    | Polen                   | 3    | 6      | 6     | 15     |
| 5                    | Tjeckien                | 3    | 2      | 2     | 7      |
| 6                    | Turkiet                 | 2    | 1      | 3     | 6      |
| 7                    | Ukraina                 | 2    | 1      | 2     | 5      |
| 8                    | Österrike               | 2    | 1      | 0     | 3      |
| 9                    | Sverige                 | 2    | 0      | 3     | 5      |
| 10                   | Rumänien                | 2    | 0      | 0     | 2      |
| 11                   | Tyskland                | 1    | 3      | 3     | 7      |
| 12                   | Danmark                 | 1    | 2      | 2     | 5      |
| 13                   | Belgien                 | 1    | 1      | 1     | 3      |
| 13                   | Litauen                 | 1    | 1      | 1     | 3      |
| 15                   | Irland                  | 1    | 1      | 0     | 2      |
| 16                   | Portugal                | 1    | 0      | 1     | 2      |
| 16                   | Serbien*                | 1    | 0      | 1     | 2      |
| 18                   | Bulgarien               | 1    | 0      | 0     | 1      |
| 18                   | Estland                 | 1    | 0      | 0     | 1      |
| 20                   | Schweiz                 | 0    | 1      | 4     | 5      |
| 21                   | Storbritannien          | 0    | 1      | 1     | 2      |
| 22                   | Bosnien och Hercegovina | 0    | 1      | 0     | 1      |
| 22                   | Finland                 | 0    | 1      | 0     | 1      |
| Totalt (23 nationer) | Totalt (23 nationer)    | 44   | 42     | 43    | 129    |

### Herrar
| Gren            | Guld | Guld                | Silver | Silver         | Brons | Brons      |
| 50 m frisim     | Kristian Golomeev · Grekland | 21,72               | Stergios Marios Bilas · Grekland | 21,73          | Vladyslav Buchov · Ukraina | 21,85      |
| 100 m frisim    | David Popovici · Rumänien | 46,88               | Nándor Németh · Ungern | 47,49          | Andrej Barna · Serbien | 47,66 0NR0 |
| 200 m frisim    | David Popovici · Rumänien | 1.43,13             | Danas Rapšys · Litauen | 1.45,65        | Antonio Djakovic · Schweiz | 1.46,32    |
| 400 m frisim    | Felix Auböck · Österrike | 3.43,24             | Dimitrios Markos · Grekland | 3.47,44        | Antonio Djakovic · Schweiz | 3.47,62    |
| 800 m frisim    | Mychajlo Romantjuk · Ukraina | 7.46,20             | Dimitrios Markos · Grekland | 7.48,59 0NR0   | Zalán Sárkány · Ungern | 7.49,29    |
| 1 500 m frisim  | Kuzey Tunçelli · Turkiet | 14.55,64            | Mychajlo Romantjuk · Ukraina | 15.00,99       | Zalán Sárkány · Ungern | 15.06,67   |
|                 | |                     | |                | |            |
| 50 m ryggsim    | Apostolos Christou · Grekland                                                                                                   | 24,39               | Ksawery Masiuk · Polen | 24,63          | Evangelos Makrygiannis · Grekland | 24,74      |
| 100 m ryggsim   | Apostolos Christou · Grekland                                                                                                   | 52,23               | Evangelos Makrygiannis · Grekland | 52,83          | Ksawery Masiuk · Polen | 53,56      |
| 200 m ryggsim   | Oleksandr Zjeltiakov · Ukraina                                                                                                  | 1.55,39 0NR0        | Apostolos Siskos · Grekland | 1.55,42 0NR0   | Roman Mityukov · Schweiz | 1.55,75    |
|                 | |                     | |                | |            |
| 50 m bröstsim   | Emre Sakçı · Turkiet | 26,92               | Noel de Geus · Tyskland | 26,93          | Kristian Pitshugin · Israel | 27,02 0NR0 |
| 100 m bröstsim  | Melvin Imoudu · Tyskland | 58,84               | Berkay Öğretir · Turkiet | 59,23          | Andrius Šidlauskas · Litauen | 59,27      |
| 200 m bröstsim  | Ljubomir Epitropov · BulgarienErik Persson · Sverige                                                                            | 2.09,45 0NR02.09,45 | ingen medaljör | ingen medaljör | Jan Kałusowski · Polen | 2.10,20    |
|                 | |                     | |                | |            |
| 50 m fjärilsim  | Stergios Marios Bilas · Grekland                                                                                                | 23,15               | Simon Bucher · Österrike | 23,19          | Daniel Gracík · Tjeckien | 23,26      |
| 100 m fjärilsim | Kristóf Milák · Ungern | 50,82               | Hubert Kós · Ungern | 50,96          | Jakub Majerski · Polen | 50,98      |
| 200 m fjärilsim | Kristóf Milák · Ungern | 1.54,43             | Krzysztof Chmielewski · Polen | 1.54,78        | Michał Chmielewski · Polen | 1.55,51    |
|                 | |                     | |                | |            |
| 200 m medley    | Hubert Kós · Ungern | 1.57,21             | Ron Polonsky · Israel | 1.57,36        | Berke Saka · Turkiet | 1.58,62    |
| 400 m medley    | Apostolos Papastamos · Grekland                                                                                                 | 4.10,83 0NR0        | Balázs Holló · Ungern | 4.11,51        | Gábor Zombori · Ungern | 4.11,70    |
|                 | |                     | |                | |            |
| 4×100 m frisim  | Serbien Velimir Stjepanović (47,99) Nikola Aćin (48,64) Justin Cvetkov (49,41) Andrej Barna (46,86)                             | 3.12,90 0NR0        | Polen Mateusz Chowaniec (48,45) Dominik Dudys (48,60) Ksawery Masiuk (48,04) Kamil Sieradzki (48,16) Bartosz Piszczorowicz Paweł Korzeniowski       | 3.13,25 0NR0   | Grekland Apostolos Christou (48,82) Stergios Marios Bilas (48,50) Kristian Golomeev (48,04) Andreas Vazaios (48,37) Odysseus Meladinis Evangelos Makrygiannis | 3.13,73    |
| 4×200 m frisim  | Litauen Tomas Navikonis (1.47,42) Tomas Lukminas (1.47,66) Kristupas Trepočka (1.48,06) Danas Rapšys (1.44,90) Rokas Jazdauskas | 7.08,04 0NR0        | Ungern Nándor Németh (1.46,11) Balázs Holló (1.48,09) Richárd Márton (1.47,63) Hubert Kós (1.47,76) Attila Kovács Boldizsár Magda                   | 7.09,59        | Grekland Dimitrios Markos (1.47,12) Konstantinos Englezakis (1.46,60) Konstantinos Stamou (1.48,61) Andreas Vazaios (1.47,40)                                 | 7.09,73    |
|                 | |                     | |                | |            |
| 4×100 m medley  | Österrike Bernhard Reitshammer (54,54) Valentin Bayer (59,87) Simon Bucher (51,42) Heiko Gigler (47,58)                         | 3.33,41             | Polen Ksawery Masiuk (54,50) Jan Kałusowski (59,74) Jakub Majerski (51,17) Kamil Sieradzki (48,03) Kacper Stokowski Adrian Jaskiewicz Dominik Dudys | 3.33,44        | Ukraina Oleksandr Zjeltiakov (53,91) Volodymyr Lisovets (58,96) Arsenij Kovalov (51,90) Illja Linnyk (48,73)                                                  | 3.33,50    |

### Damer
| Gren            | Guld | Guld         | Silver | Silver       | Brons | Brons        |
| 50 m frisim     | Petra Senánszky · Ungern | 24,56 0NR0   | Theodora Drakou · Grekland | 24,59 0NR0   | Julie Kepp Jensen · Danmark | 24,79        |
| 100 m frisim    | Barbora Seemanová · Tjeckien | 53,50 0NR0   | Barbora Janíčková · Tjeckien | 54,17        | Nikolett Pádár · Ungern | 54,22        |
| 200 m frisim    | Barbora Seemanová · Tjeckien | 1.55,37      | Minna Ábrahám · Ungern | 1.57,22      | Nicole Maier · Tyskland | 1.57,36      |
| 400 m frisim    | Ajna Késely · Ungern | 4.06,56      | Barbora Seemanová · Tjeckien | 4.06,72      | Francisca Martins · Portugal | 4.10,94      |
| 800 m frisim    | Ajna Késely · Ungern | 8.29,96      | Fleur Lewis · Storbritannien | 8.33,54      | Deniz Ertan · Turkiet | 8.34,31      |
| 1 500 m frisim  | Vivien Jackl · Ungern | 16.06,37     | Celine Rieder · Tyskland | 16.15,98     | Fleur Lewis · Storbritannien | 16.17,53     |
|                 | |              | |              | |              |
| 50 m ryggsim    | Danielle Hill · Irland | 27,73        | Theodora Drakou · Grekland | 27,87        | Adela Piskorska · Polen | 28,00        |
| 100 m ryggsim   | Adela Piskorska · Polen | 59,79        | Danielle Hill · Irland | 1.00,19      | Roos Vanotterdijk · Belgien | 1.00,58      |
| 200 m ryggsim   | Camila Rebelo · Portugal | 2.08,95 0NR0 | Dóra Molnár · Ungern | 2.09,02      | Eszter Szabó-Feltóthy · Ungern | 2.09,21      |
|                 | |              | |              | |              |
| 50 m bröstsim   | Dominika Sztandera · Polen | 30,55        | Veera Kivirinta · Finland | 30,65        | Olivia Klint Ipsa · Sverige | 30,90        |
| 100 m bröstsim  | Eneli Jefimova · Estland | 1.06,41      | Lisa Mamié · Schweiz | 1.07,15      | Olivia Klint Ipsa · Sverige | 1.07,73      |
| 200 m bröstsim  | Kristýna Horská · Tjeckien | 2.23,60      | Clara Rybak-Andersen · Danmark | 2.25,20      | Lisa Mamié · Schweiz | 2.26,10      |
|                 | |              | |              | |              |
| 50 m fjärilsim  | Sara Junevik · Sverige | 25,68        | Roos Vanotterdijk · Belgien | 26,08        | Anna Ntountounaki · Grekland | 26,18        |
| 100 m fjärilsim | Roos Vanotterdijk · Belgien | 57,47        | Georgia Damasioti · Grekland | 57,74        | Sara Junevik · Sverige | 58,06        |
| 200 m fjärilsim | Helena Rosendahl Bach · Danmark | 2.07,88      | Lana Pudar · Bosnien och Hercegovina                                                                                              | 2.08,15      | Boglárka Telegdy-Kapás · Ungern | 2.08,22      |
|                 | |              | |              | |              |
| 200 m medley    | Anastasia Gorbenko · Israel | 2.09,75      | Lea Polonsky · Israel | 2.11,18      | Barbora Seemanová · Tjeckien | 2.11,48      |
| 400 m medley    | Anastasia Gorbenko · Israel | 4.36,05      | Vivien Jackl · Ungern | 4.38,96      | Zsuzsanna Jakabos · Ungern | 4.40,24      |
|                 | |              | |              | |              |
| 4×100 m frisim  | Ungern Petra Senánszky (54,79) Minna Ábrahám (54,43) Panna Ugrai (53,88) Nikolett Pádár (53,67) Dóra Molnár Zsuzsanna Jakabos                                   | 3.36,77 0NR0 | Danmark Elisabeth Sabroe Ebbesen (54,75) Signe Bro (54,72) Julie Kepp Jensen (54,12) Schastine Tabor (54,89) Karoline Sørensen    | 3.38,48      | Polen Kornelia Fiedkiewicz (55,06) Zuzanna Famulok (55,70) Wiktoria Guść (55,31) Aleksandra Polańska (54,94) Julia Maik                    | 3.41,01      |
| 4×200 m frisim  | Israel Anastasia Gorbenko (1.56,74) 0NR0 Daria Golovaty (1.57,94) Ayla Spitz (1.59,07) Lea Polonsky (1.58,08) Andrea Murez                                      | 7.51,83 0NR0 | Ungern Minna Ábrahám (1.58,39) Ajna Késely (1.59,26) Dóra Molnár (1.59,40) Nikolett Pádár (1.55,87) Zsuzsanna Jakabos Panna Ugrai | 7.52,92      | Turkiet Gizem Güvenç (1.59,26) Ela Naz Özdemir (2.00,48) Ecem Dönmez (2.00,99) Zehra Durup Bilgin (2.00,85)                                | 8.01,58 0NR0 |
|                 | |              | |              | |              |
| 4×100 m medley  | Polen Adela Piskorska (1.00,40) Dominika Sztandera (1.06,07) Paulina Peda (58,15) Kornelia Fiedkiewicz (54,09) Laura Bernat Wiktoria Piotrowska Zuzanna Famulok | 3.58,71      | Ungern Lora Komoróczy (1.01,08) Eszter Békési (1.08,49) Panna Ugrai (57,91) Nikolett Pádár (54,02) Minna Ábrahám                  | 4.01,50 0NR0 | Danmark Schastine Tabor (1.01,97) Clara Rybak-Andersen (1.08,04) Helena Rosendahl Bach (57,82) Julie Kepp Jensen (54,20) Elisabeth Ebbesen | 4.02,03      |

### Mixed
| Gren           | Guld | Guld    | Silver | Silver  | Brons | Brons   |
| 4×100 m frisim | Ungern Hubert Kós (49,39) Szebasztián Szabó (48,21) Panna Ugrai (54,38) Nikolett Pádár (53,71) Bence Szabados Boldizsár Magda Minna Ábrahám                    | 3.25,69 | Polen Mateusz Chowaniec (48,67) Kamil Sieradzki (48,61) Zuzanna Famulok (55,09) Kornelia Fiedkiewicz (54,16) Bartosz Piszczorowicz Dominik Dudys Wiktoria Guść Aleksandra Polańska | 3.26,53 | Tyskland Martin Wrede (49,29) Peter Varjasi (48,26) Nicole Maier (54,68) Nina Jazy (54,78) Ole Mats Eidam Maya Werner Leonie Kullmann | 3.27,01 |
| 4×200 m frisim | Ungern Richárd Márton (1.49,43) Balázs Holló (1.46,70) Minna Ábrahám (1.58,61) Nikolett Pádár (1.55,37) Attila Kovács Boldizsár Magda Dóra Molnár              | 7.30,11 | Polen Bartosz Piszczorowicz (1.48,93) Kamil Sieradzki (1.46,97) Wiktoria Guść (1.59,05) Zuzanna Famulok (2.00,13) Dominik Dudys Aleksandra Knop                                    | 7.35,08 | Tyskland Danny Schmidt (1.49,45) Philipp Peschke (1.48,08) Nicole Maier (1.58,28) Leonie Kullmann (1.59,75) Jarno Bäschnitt           | 7.35,56 |
| 4×100 m medley | Israel Anastasia Gorbenko (59,44) Ron Polonsky (59,80) Gal Cohen Groumi (51,90) Andrea Murez (54,60) Ayla Spitz Jonathan Itzhaki Ariel Hayon Alexey Glivinskiy | 3.45,74 | Tyskland Maya Werner (1.02,77) Melvin Imoudu (59,09) Luca Armbruster (51,51) Nina Jazy (54,75) Noel de Geus Bjorn Kammann                                                          | 3.48,12 | Ungern Hubert Kós (53,71) Eszter Békési (1.09,05) Richárd Márton (51,75) Petra Senánszky (54,28) Ádám Jászó                           | 3.48,79 |

## Simhopp

### Medaljtabell
Efter samtliga 13 grenar.
  *   Värdland ( Serbien)
| Nr                   | Nation               | Guld | Silver | Brons | Totalt |
| -------------------- | -------------------- | ---- | ------ | ----- | ------ |
| 1                    | Storbritannien       | 4    | 0      | 3     | 7      |
| 2                    | Spanien              | 3    | 3      | 0     | 6      |
| 3                    | Frankrike            | 2    | 1      | 2     | 5      |
| 4                    | Sverige              | 1    | 2      | 1     | 4      |
| 4                    | Ukraina              | 1    | 2      | 1     | 4      |
| 6                    | Polen                | 1    | 1      | 1     | 3      |
| 7                    | Österrike            | 1    | 0      | 0     | 1      |
| 8                    | Italien              | 0    | 3      | 1     | 4      |
| 9                    | Tyskland             | 0    | 1      | 2     | 3      |
| 10                   | Norge                | 0    | 1      | 0     | 1      |
| 11                   | Irland               | 0    | 0      | 1     | 1      |
| Totalt (11 nationer) | Totalt (11 nationer) | 13   | 14     | 12    | 39     |

### Herrar
| Gren                   | Guld                                  | Guld   | Silver                                     | Silver | Brons                                  | Brons  |
| 1 m svikt              | Andrzej Rzeszutek · Polen             | 394,40 | Matteo Santoro · Italien                   | 391,70 | Stefano Belotti · Italien              | 370,50 |
| 3 m svikt              | Gwendal Bisch · Frankrike             | 440,75 | Matteo Santoro · Italien                   | 431,55 | Matthew Dixon · Storbritannien         | 431,15 |
| Parhopp 3 m svikt      | Frankrike Jules Bouyer Alexis Jandard | 404,52 | Spanien Juan Pablo Cortés Nicolás García   | 379,08 | Polen Kacper Lesiak Andrzej Rzeszutek  | 375,24 |
| 10 m plattform         | Robbie Lee · Storbritannien           | 489,45 | Carlos Camacho · Spanien                   | 432,70 | Ben Cutmore · Storbritannien           | 429,90 |
| Parhopp 10 m plattform | Österrike Anton Knoll Dariush Lotfi   | 367,05 | Italien Francesco Casalini Julian Verzotto | 356,88 | Storbritannien Ben Cutmore Euan McCabe | 350,70 |

### Damer
| Gren                   | Guld                                               | Guld   | Silver                                            | Silver | Brons                                | Brons          |
| 1 m svikt              | Elna Widerström · Sverige                          | 250,25 | Aleksandra Błażowska · Polen                      | 231,35 | Emilia Nilsson Garip · Sverige       | 230,15         |
| 3 m svikt              | Desharne Bent-Ashmeil · Storbritannien             | 305,15 | Helle Tuxen · Norge                               | 243,20 | Clare Cryan · Irland                 | 240,55         |
| Parhopp 3 m svikt      | Storbritannien Desharne Bent-Ashmeil Amy Rollinson | 269,10 | Sverige Nina Janmyr Elna Widerström               | 258,75 | Frankrike Naïs Gillet Juliette Landi | 243,33         |
| 10 m plattform         | Ana Carvajal · Spanien                             | 287,90 | Emily Hallifax · FrankrikeSofija Lyskun · Ukraina | 278,10 | ingen medaljör                       | ingen medaljör |
| Parhopp 10 m plattform | Ukraina Ksenija Bajlo Sofija Lyskun                | 288,78 | Spanien Valeria Antolino Ana Carvajal             | 260,67 | Frankrike Jade Gillet Naïs Gillet    | 240,60         |

### Mixed
| Gren                   | Guld                                                      | Guld   | Silver                                                                       | Silver | Brons                                                                        | Brons  |
| Parhopp 3 m svikt      | Storbritannien Ben Cutmore Desharne Bent-Ashmeil          | 268,50 | Sverige Elias Petersen Emilia Nilsson Garip                                  | 261,42 | Tyskland Lou Massenberg Jana Lisa Rother                                     | 260,85 |
| Parhopp 10 m plattform | Spanien Carlos Camacho Valeria Antolino                   | 274,50 | Tyskland Tom Waldsteiner Carolina Coordes                                    | 266,34 | Ukraina Marko Barsukov Ksenija Bajlo                                         | 256,02 |
| Lagtävling             | Spanien Valeria Antolino Carlos Camacho Juan Pablo Cortés | 367,65 | Ukraina Danylo Avanesov Stanislav Olifertjyk Karina Hlyzjina Hanna Pysmenska | 357,00 | Tyskland Carolina Coordes Jana Lisa Rother Lou Massenberg Luis Avila Sanchez | 352,30 |

## Öppet vatten-simning

### Medaljtabell
Efter samtliga 7 grenar.
  *   Värdland ( Serbien)
| Nr                  | Nation              | Guld | Silver | Brons | Totalt |
| ------------------- | ------------------- | ---- | ------ | ----- | ------ |
| 1                   | Italien             | 3    | 4      | 2     | 9      |
| 2                   | Tyskland            | 2    | 1      | 0     | 3      |
| 3                   | Ungern              | 2    | 0      | 2     | 4      |
| 4                   | Frankrike           | 0    | 2      | 2     | 4      |
| 5                   | Spanien             | 0    | 0      | 1     | 1      |
| Totalt (5 nationer) | Totalt (5 nationer) | 7    | 7      | 7     | 21     |

### Herrar
| Gren  | Guld                           | Guld      | Silver                           | Silver    | Brons                    | Brons     |
| 5 km  | Dávid Betlehem · Ungern        | 53.28,3   | Marc-Antoine Olivier · Frankrike | 53.28,7   | Marcello Guidi · Italien | 53.30,8   |
| 10 km | Gregorio Paltrinieri · Italien | 1:49.19,6 | Marc-Antoine Olivier · Frankrike | 1:49.41,0 | Dávid Betlehem · Ungern  | 1:49.41,2 |
| 25 km | Dario Verani · Italien         | 5:08.50,9 | Matteo Furlan · Italien          | 5:08.56,6 | Axel Reymond · Frankrike | 5:09.00,5 |

### Damer
| Gren  | Guld                       | Guld      | Silver                      | Silver    | Brons                           | Brons     |
| 5 km  | Leonie Beck · Tyskland     | 58.25,3   | Ginevra Taddeucci · Italien | 58.26,5   | Bettina Fábián · Ungern         | 58.28,7   |
| 10 km | Leonie Beck · Tyskland     | 2:00.54,8 | Barbara Pozzobon · Italien  | 2:00.54,9 | Giulia Gabbrielleschi · Italien | 2:00.58,5 |
| 25 km | Barbara Pozzobon · Italien | 5:25.37,7 | Lea Boy · Tyskland          | 5:28.39,6 | Candela Sánchez · Spanien       | 5:29.15,2 |

### Mixed
| Gren       | Guld                                                                 | Guld      | Silver                                                                          | Silver    | Brons                                                                        | Brons     |
| Lagtävling | Ungern Mira Szimcsák Bettina Fábián Dávid Betlehem Kristóf Rasovszky | 1:06.07,7 | Italien Giulia Gabbrielleschi Ginevra Taddeucci Andrea Filadelli Marcello Guidi | 1:06.28,6 | Frankrike Caroline Jouisse Océane Cassignol Sacha Velly Marc-Antoine Olivier | 1:06.51,7 |

## Konstsim

### Medaljtabell
Efter samtliga 11 grenar.
  *   Värdland ( Serbien)
| Nr                  | Nation              | Guld | Silver | Brons | Totalt |
| ------------------- | ------------------- | ---- | ------ | ----- | ------ |
| 1                   | Spanien             | 4    | 0      | 0     | 4      |
| 2                   | Nederländerna       | 2    | 0      | 2     | 4      |
| 3                   | Österrike           | 2    | 0      | 0     | 2      |
| 4                   | Storbritannien      | 1    | 3      | 3     | 7      |
| 5                   | Grekland            | 1    | 2      | 0     | 3      |
| 5                   | Tyskland            | 1    | 2      | 0     | 3      |
| 7                   | Italien             | 0    | 4      | 3     | 7      |
| 8                   | Israel              | 0    | 0      | 2     | 2      |
| 9                   | Frankrike           | 0    | 0      | 1     | 1      |
| Totalt (9 nationer) | Totalt (9 nationer) | 11   | 11     | 11    | 33     |

### Herrar
| Gren                   | Guld                            | Guld     | Silver                          | Silver   | Brons                            | Brons    |
| Fritt program, solo    | Ranjuo Tomblin · Storbritannien | 191,0293 | Giorgio Minisini · Italien      | 183,5313 | Quentin Rakotomalala · Frankrike | 174,4708 |
| Tekniskt program, solo | Dennis González · Spanien       | 225,8466 | Ranjuo Tomblin · Storbritannien | 204,4466 | Giorgio Minisini · Italien       | 185,9800 |

### Damer
| Gren                   | Guld                                               | Guld     | Silver                                       | Silver   | Brons                                | Brons    |
| Fritt program, solo    | Vasiliki Alexandri · Österrike                     | 257,4959 | Klara Bleyer · Tyskland                      | 253,4772 | Marloes Steenbeek · Nederländerna    | 238,1667 |
| Tekniskt program, solo | Vasiliki Alexandri · Österrike                     | 260,5967 | Klara Bleyer · Tyskland                      | 242,9617 | Marloes Steenbeek · Nederländerna    | 240,4816 |
| Fritt program, par     | Nederländerna Bregje de Brouwer Noortje de Brouwer | 264,6584 | Storbritannien Kate Shortman Isabelle Thorpe | 261,0313 | Israel Shelly Bobritsky Ariel Nassee | 245,6105 |
| Tekniskt program, par  | Nederländerna Bregje de Brouwer Noortje de Brouwer | 260,6567 | Storbritannien Kate Shortman Isabelle Thorpe | 256,7184 | Israel Shelly Bobritsky Ariel Nassee | 243,6250 |

### Mixed
| Gren                  | Guld                                     | Guld     | Silver                                   | Silver   | Brons                                        | Brons    |
| Fritt program, par    | Spanien Emma García Dennis González      | 189,7938 | Italien Flaminia Vernice Filippo Pelati  | 188,6250 | Storbritannien Beatrice Crass Ranjuo Tomblin | 175,1563 |
| Tekniskt program, par | Spanien Mireia Hernández Dennis González | 218,7658 | Italien Sarah Maria Rizea Filippo Pelati | 217,1633 | Storbritannien Beatrice Crass Ranjuo Tomblin | 202,9817 |

### Lag
| Gren                | Guld | Guld     | Silver | Silver   | Brons | Brons    |
| Akrobatiskt program | Tyskland Klara Bleyer Amelie Blumenthal Haz Maria Denisov Solène Guisard Daria Martens Susana Rovner Frithjof Seidel Daria Tonn                                                | 192,7166 | Grekland Maria Alzigkouzi Kominea Thaleia Dampali Athina Kamarinopoulou Zoi Karangelou Maria Karapanagiotou Artemi Koutraki Ifigeneia Krommydaki Vasiliki Thanou | 191,8100 | Italien Beatrice Andina Valentina Bisi Beatrice Esegio Alessia Macchi Giorgia Lucia Macino Marta Murru Carmen Rocchino Sophie Tabbiani | 159,2966 |
| Fritt program       | Grekland Maria Alzigkouzi Kominea Thaleia Dampali Athina Kamarinopoulou Zoi Karangelou Maria Karapanagiotou Artemi Koutraki Sofia Rigakou Vasiliki Thanou Ifigeneia Krommydaki | 270,1980 | Italien Beatrice Andina Valentina Bisi Beatrice Esegio Alessia Macchi Giorgia Lucia Macino Marta Murru Carmen Rocchino Sophie Tabbiani                           | 254,7354 | Storbritannien Eleanor Blinkhorn Florence Blinkhorn Lily Halasi Holly Hughes Sophie Rowney Robyn Swatman Amelie Williams Eve Young     | 219,0228 |
| Tekniskt program    | Spanien Cristina Arámbula Meritxell Ferré Marina García Lilou Lluis Meritxell Mas Alisa Ozhogina Iris Tió Blanca Toledano                                                      | 278,4684 | Grekland Maria Alzigkouzi Kominea Thaleia Dampali Athina Kamarinopoulou Zoi Karangelou Maria Karapanagiotou Ifigeneia Krommydaki Sofia Rigakou Vasiliki Thanou   | 257,8918 | Italien Beatrice Andina Valentina Bisi Beatrice Esegio Alessia Macchi Giorgia Lucia Macino Marta Murru Carmen Rocchino Sophie Tabbiani | 256,8584 |